# Can Llens
Can Llens és un edifici del municipi de Girona que forma part de l'Inventari del Patrimoni Arquitectònic de Catalunya.

## Descripció
És una antiga botiga de roba situada a la planta baixa del mateix edifici d'habitatges que la botiga Open, també catalogada. Anteriorment arribava a ocupar tota la planta baixa de l'esmentat edifici, però es partí i es convertí en dues botigues, cosa que es veu reflectida en el costat dret en la interrupció del marc de fusta amb motllures. L'actual composició és de simetria (trencada per la interrupció anterior) respecte a un aparador central al qual es pot fer la volta. Aparador potenciat per dos pilars de pedra rodons i que concordaven amb la botiga OPEN amb el nucli d'escala a habitatges. Al costat de l'aparador central hi ha les boques de la botiga. Tot s'unifica en una gran obertura remarcada per una motllura de fusta que recollia el rètol de la botiga al damunt. El rètol es trobava dins d'un aplacat de pedra de Girona i artificial.
El negoci s'inicià el 1860. La darrera reforma abans del tancament de la botiga fou del 1939, després que es cremés. Actualment allotja una òptica.